# Perehonivka, Holovanivsk
Perehonivka (în ucraineană Перегонівка) este localitatea de reședință a comunei Perehonivka din raionul Holovanivsk, regiunea Kirovohrad, Ucraina.

## Demografie
Componența lingvistică a localității Perehonivka
     Ucraineană (97,56%)
     Rusă (2,12%)
     Alte limbi (0,12%)
Conform recensământului din 2001, majoritatea populației localității Perehonivka era vorbitoare de ucraineană (97,56%), existând în minoritate și vorbitori de rusă (2,12%).